# Petelovo
Petelovo (Bulgaars: Петелово) is een dorp in Bulgarije. Het dorp is gelegen in de gemeente Tsjernootsjene, oblast Kardzjali. Het dorp ligt 20 km ten noorden van Kardzjali en 193 km ten zuidoosten van de hoofdstad Sofia. 

## Bevolking
Op 31 december 2020 werden er 245 inwoners in het dorp Petelovo geregistreerd door het Nationaal Statistisch Instituut van Bulgarije.
In het dorp wonen grotendeels Bulgaarse Turken, maar er is ook een significante minderheid van etnische Bulgaren. In de volkstelling van 2011 identificeerden 66 van de 87 ondervraagden zichzelf met de "Turkse etniciteit", terwijl de overige 21 ondervraagden zichzelf met de "Bulgaarse etniciteit".
| Etnische samenstelling van de respondenten (2011) | Etnische samenstelling van de respondenten (2011) | Etnische samenstelling van de respondenten (2011) | Etnische samenstelling van de respondenten (2011) | Etnische samenstelling van de respondenten (2011) |
| ------------------------------------------------- | ------------------------------------------------- | ------------------------------------------------- | ------------------------------------------------- | ------------------------------------------------- |
|                                                   |                                                   |                                                   |                                                   |                                                   |
| Bulgaren                                          | Bulgaren                                          |                                                   | 24,1%                                             | 24,1%                                             |
| Turken                                            | Turken                                            |                                                   | 75,9%                                             | 75,9%                                             |
| Roma                                              | Roma                                              |                                                   | 0,0%                                              | 0,0%                                              |
| Anders/Onbekend                                   | Anders/Onbekend                                   |                                                   | 0,0%                                              | 0,0%                                              |

Van de 273 inwoners die in februari 2011 werden geregistreerd, waren er 41 tussen de 0-14 jaar oud (15%), 188 inwoners waren tussen de 15-64 jaar oud (68,9%) en 44 inwoners waren 65 jaar of ouder (16,1%).